# NGC 969
NGC 969 è una galassia lenticolare situata nella costellazione del Triangolo, a una distanza di circa 206 milioni di anni luce dalla nostra Via Lattea.

## Scoperta
La galassia è stata scoperta il 22 novembre 1827 dall'astronomo britannico John Herschel.

## Supernova
Il 1 novembre 1997, all'interno di NGC 969 è stata scoperta la supernova SN 1997dp dall'astronomo amatoriale francese Denis Christen. La supernova è stata classificata di tipo Ia.

## Gruppo di NGC 973
NGC 969 fa parte di un gruppo di galassie di almeno 20 membri, il Gruppo di NGC 973. Le altre galassie del New General Catalogue che fanno parte del Gruppo di NGC 973 sono NGC 973, NGC 974, NGC 983 (= NGC 1002), NGC 987 e NGC 1067.